# Караджа-Багалак
Караджа́-Багала́к (укр. Караджа-Багалак, крымскотат. Qaraca Bağalaq, Къараджа Багъалакъ) — исчезнувшее село в Джанкойском районе Республики Крым, располагавшееся на севере района, примерно около 1 км к северу от современного села Луганское.

## История
Хутор Караджа-Богалак в Богемской волости Перекопского уезда впервые в доступных источниках встречается в «…Памятной книжке Таврической губернии на 1900 год», согласно которой в нём числилось 19 жителей в 2 дворах. По Статистическому справочнику Таврической губернии. Ч.II-я. Статистический очерк, выпуск пятый Перекопский уезд, 1915 год, на хуторе Караджи-Багалак Богемской волости Перекопского уезда числился 1 двор с русским населением в количестве 8 «посторонних» жителей, из которых 3 мужчины и 5 женщин. При хуторе числилось 52 десятины земли. В хозяйстве имелось 5 лошадей и 3 коровы.
После установления в Крыму Советской власти, по постановлению Крымревкома от 8 января 1921 года № 206 «Об изменении административных границ» была упразднена волостная система и в составе Джанкойского уезда был создан Джанкойский район. В 1922 году уезды преобразовали в округа. На карте Крымского статистического управления 1922 года селение подписано, как Кучук-Багалак. 11 октября 1923 года, согласно постановлению ВЦИК, в административное деление Крымской АССР были внесены изменения, в результате которых округа были ликвидированы, основной административной единицей стал Джанкойский район и селение включили в его состав. Согласно Списку населённых пунктов Крымской АССР по Всесоюзной переписи 17 декабря 1926 года, на хуторе Караджа-Богалак, Таганашского сельсовета Джанкойского района, числилось 2 двора, население составляло 9 человек: 8 русских и 1 записан в графе «прочие». В дальнейшем в доступных источниках не встречается.